# Beatriz Kretschmer
Beatriz Kretschmer (Beatriz Teresa „Betty“ Kretschmer Ries de Buccicardi; * 24. Januar 1928 in Valparaíso) ist eine ehemalige chilenische Sprinterin und Weitspringerin.

## Sportliche Laufbahn
Bei den Südamerikameisterschaften gewann sie 1943 in Santiago Silber über 100 und 200 Meter, 1945 in Montevideo siegte sie über 100 Meter und holte Bronze über 200 Meter.
1948 schied sie bei den Olympischen Spielen in London über 100 Meter, 200 Meter und in der 4-mal-100-Meter-Staffel im Vorlauf aus.
Bei den Panamerikanischen Spielen siegte sie 1951 in Buenos Aires im Weitsprung, gewann Silber mit der chilenischen 4-mal-100-Meter-Stafette und wurde Vierte über 200 Meter; 1955 in Mexiko-Stadt holte sie Bronze mit der chilenischen 4-mal-100-Meter-Stafette.
1956 in Santiago wurde sie Südamerikameisterin über 200 Meter und errang Silber über 100 Meter.

## Persönliche Bestleistungen
- 100 m: 12,0 s, 1956
- 200 m: 25,1 s, 1956